# Flocksvalting
Flocksvalting (Baldéllia ranunculoides) är en ört som växer i vatten. I Sverige finns den längst i syd och sydöst, men inte särskilt vanlig.  